# Estación de Villar de Gallimazo
Villar de Gallimazo es un apeadero ferroviario situado en el municipio español homónimo en la provincia de Salamanca, comunidad autónoma de Castilla y León. Cuenta con servicios de Media Distancia operados por Renfe. 

## Situación ferroviaria
La estación se encuentra en el punto kilométrico 80,5 de la línea férrea de ancho ibérico que une Ávila con Salamanca a 855 metros de altitud, entre las estaciones de Babilafuente y de Peñaranda de Bracamonte. El tramo es de vía única y está sin electrificar.

## Historia
La estación fue inaugurada el 10 de febrero de 1890 con la apertura del tramo Salamanca-Peñaranda de Bracamonte de la línea que pretendía unir Ávila con Salamanca. Las obras corrieron a cargo de la Madrid and Portugal direct Railway (Avila and Salamanca) Limited, una compañía de capital británico que se hizo con la concesión de la línea en 1888. Sin embargo se quedó muy lejos de conseguir su propósito y apenas fue capaz de construir los 40 primeros kilómetros del trazado que estuvieron estancados en Peñaranda hasta 1926.
Antes en 1905, y dado que las obras no avanzaban, el Estado se hizo con la compañía. El ingeniero de Caminos del Estado de la sección de ferrocarriles José Roda se hizo cargo de hacer esta estación modernista. Se da la circunstancia de que esta estación es idéntica a las estaciones de San Morales, Aldealengua y Babilafuente con las que comparte línea, y a las existieron en Nador, Tauima y Zeluán pertenecientes a la línea de ferrocarril de Nador a Batel y Tistutin, del que también se encargó José Roda.
En 1928 la estación pasó a ser gestionada por la Compañía Nacional de los Ferrocarriles del Oeste que en 1941 se integró en RENFE. 
Desde el 31 de diciembre de 2004 Adif es la titular de las instalaciones.

## Servicios ferroviarios

### Media Distancia
Tienen parada en la estación los trenes de Media Distancia que cubren el trayecto entre Madrid, Ávila y Salamanca. El servicio se reduce a un tren por sentido.
| Línea MD | Servicio | Origen/Destino      | Paradas intermedias | Destino/Origen          |
| -------- | -------- | ------------------- | --- | ----------------------- |
| 13       | MD       | Madrid-Príncipe Pío | Villalba · El Escorial · Ávila · Cardeñosa de Ávila · San Pedro del Arroyo · Crespos · Narros del Castillo · Peñaranda de Bracamonte · Villar de Gallimazo · Babilafuente · San Morales · Aldealengua · Salamanca | Salamanca-La Alamedilla |